# Wilco
Wilco — американская группа, играющая альтернативный рок. Она была образована в Чикаго в 1994 году участниками Uncle Tupelo, оставшимися после ухода вокалиста Джея Фаррара. Состав коллектива часто изменялся, и только вокалист Джефф Туиди и басист Джон Стирратт остаются постоянными участниками. Кроме них, с 2004 года в состав входят гитарист Нельс Клайн, мультиинструменталисты Пэт Сансоне и Микаэль Йоргенсен и барабанщик Гленн Котч. Wilco выпустили восемь студийных, двойной концертный и три совместных альбомов: два с Билли Брэггом и один с The Minus 5.
На музыку коллектива повлияли различные стили и исполнители, в числе которых Билл Фей и Television, и Wilco в свою очередь оказали влияние на ряд современных рок-групп. На дебютном альбоме «A.M.» (1995) музыканты продолжили играть альт-кантри, но затем привнесли в своё творчество больше экспериментальных элементов, включая элементы альтернативного рока и классической поп-музыки.
Wilco привлекли внимание СМИ четвёртым альбомом «Yankee Hotel Foxtrot» (2002) и спорами вокруг него. По завершении звукозаписывающих сессий лейбл Reprise Records отказался выпускать диск и расторг контракт с группой, отдав ей права на запись. Музыканты разместили альбом на своём сайте для прослушивания, после чего «Yankee Hotel Foxtrot» был продан компании Nonesuch Records. На данный момент эта пластинка является самой успешной работой группы, будучи проданной тиражом в 670 000 экземпляров. Wilco получили две премии «Грэмми» за свой пятый альбом «A Ghost Is Born» 2004 года.

## Студийные альбомы
- A.M. (1995)
- Being There (1996)
- Summerteeth (1999)
- Yankee Hotel Foxtrot (2002)
- A Ghost Is Born (2004)
- Kicking Television: Live in Chicago (2005)
- Sky Blue Sky (2007)
- Wilco (The Album) (2009)
- The Whole Love (2011)
- Star Wars (2015)
- Schmilco (2016)
- Ode to Joy (2019)
- Cruel Country (2022)
- Cousin (2023)

## EPs
- Hot Sun Cool Shroud (2024)